# Kogunsan-gundo
Kogunsan-gundo är öar i Sydkorea.   De ligger i provinsen Norra Jeolla, i den sydvästra delen av landet, 200 km söder om huvudstaden Seoul.